# Kerstin Storm
Kerstin Storm (* 1980) ist eine deutsche Sinologin und Professorin an der Westfälischen Wilhelms-Universität Münster.

## Leben
Von 1999 bis 2005 studierte Kerstin Storm Sinologie, Politikwissenschaft und Wirtschaftspolitik an der Westfälischen Wilhelms-Universität Münster. Während ihres Studiums absolvierte sie mit einem DAAD-Stipendium einen einjährigen Auslandsaufenthalt an der National Taiwan Normal University in Taipeh. Nach ihrer Promotion 2012 war sie an verschiedenen Forschungsprojekten beteiligt. Von 2012 bis 2013 hielt sie sich mit einem Stipendium der Humboldt-Stiftung als Postdoc an der Universität Kyōto in Japan auf, anschließend arbeitete sie als wissenschaftliche Mitarbeiterin am Institut für Sinologie und Ostasienkunde der WWU Münster. Zuletzt leitete Storm das BMBF-Forschungsprojekt „Vielfalt und Variabilität indigener Alter(n)svorstellungen in chinesischer Poesie“. Sie habilitiert sich zum Thema Argumentationsweisen in „Entscheidungen“ (pan) 判 aus der Tang-Dynastie (618-907) (nicht abgeschlossen) und ist seit dem Wintersemester 2022/23 als Nachfolgerin von Reinhard Emmerich Professorin für Sinologie und Direktorin des Instituts.
Ihre Forschungsinteressen sind die traditionelle chinesische Dichtung und Literatur, Recht und Literatur, Chinesische Rechtsgeschichte, Argumentationsformen und Entscheidungsfindung in der Prosa der frühen und mittleren Kaiserzeit.

## Schriften (Auswahl)
- Kindheit in der Dichtung des Bai Juyi (772–846). Ostasien-Verlag, Gossenberg 2014. (Dissertation)[2]
- mit Jonas Polfuß (Hrsg.): Rechtskultur und Gerechtigkeitssinn in China  Harrassowitz Verlag, Wiesbaden 2017.
- Zum Bad des Kindes in der Tang-Zeit und zu seinen Ursprüngen. In: Oriens extremus, 2014 (53), S. 1–46.
- ‚Wer auf der ganzen Welt weinte nicht um ein Kind?‘ – Kindertotenlieder in der Lyrik von Bai Juyi (772– 846). In: Christian Soffel et al. (Hrsg.): Sprache und Wirklichkeit in China, Jahrbuch der Deutschen Vereinigung für Chinastudien; Band 7, Harrassowitz, Wiesbaden 2011, S. 63–78.
- mit Uta Golze: Chinesische Quellen zum Partherreich. In: Ursula Hackl et al. (Hrsg.): Quellen zur Geschichte des Partherreiches. Textsammlung mit Übersetzungen und Kommentaren, Bd. III, Vandenhoeck & Ruprecht, Göttingen 2010, S. 482–512.
- Variationen eines altchinesischen Frauenlebens. Anekdotisches Erzählen im Xin xu. In: Stefan Conermann (Hrsg.): Modi des Erzählens in nicht-abendländischen Texten, EB Verlag, Bonn 2009, S. 127–196.